# Ragbi klub Žarkovo
Il Ragbi klub Žarkovo ("Associazione rugbistica Žarkovo"; abbreviato in R.K. Žarkovo) è una società di rugby di Žarkovo fondata nel 1984.

## Palmarès

### Altri piazzamenti
- Coppe di Serbia e Montenegro:

Finalista: 1994, 1996